# Jošio Kikugawa
Jošio Kikugawa (japonsky: 菊川 凱夫, Kikugawa Yoshio,12. září 1944 Fudžieda – 2. prosince 2022 Kjóto) byl japonský fotbalista a klubový manažer.

## Klubová kariéra
Po absolvování univerzity Meiji se v roce 1968 připojil k týmu Urawa Red Diamonds (reprezentace automobilky Mitsubishi Motors). S tímto klubem vyhrál ligové tituly v letech 1969 a 1973, zároveň vyhrál i Císařský pohár v letech 1971 a 1973. V roce 1974 ukončil svou klubovou kariéru. V lize odehrál 94 zápasů a vstřelil 2 góly.

## Reprezentační kariéra
V říjnu 1969 byl nominován do týmu Japonské fotbalové reprezentace pro kvalifikaci na Mistrovství světa ve fotbale 1970. V kvalifikaci 12. října debutoval proti týmu Jižní Koreji. Roku 1970 hrál také na Asijských hrách. Do roku 1971 odehrál za Japonsko celkem 16 reprezentačních utkání.

## Manažerská kariéra
Po odchodu do hráčského důchodu v roce 1982 podepsal smlouvu s tehdy novým klubem Avispa Fukuoka (do roku 1996 Chuo Bohan), který byl založen v jeho místní lize ve Fudžiedě, a stal se jeho manažerem. V roce 1991 dovedl klub k postupu do 2. divize Japonské fotbalové ligy (předchůdce o dva roky později založené J1 League). V roce 1994 rezignoval, roku 1999 však nahradil Takadžiho Moriho a byl opět po jednu sezónu manažerem. Poté se od roku 2014 až do své smrti 2. prosince 2022 stal výkonným ředitelem klubu Fudzieda MYFC.

## Statistiky
| Japonsko | Japonsko | Japonsko |
| Roky     | Záp.     | Góly     |
| -------- | -------- | -------- |
| 1969     | 2        | 0        |
| 1970     | 12       | 0        |
| 1971     | 2        | 0        |
| Celkem   | 16       | 0        |